# Franziskus Ehrle
Franziskus Ehrle, S.J., nemški duhovnik in kardinal, * 17. oktober 1845, Isny, † 31. marec 1934.

## Življenjepis
24. septembra 1876 je prejel duhovniško posvečenje.
11. decembra 1922 je bil povzdignjen v kardinala in imenovan za kardinal-diakona S. Cesareo in Palatio.
17. aprila 1929 je bil imenovan za arhivista Vatikanskih tajnih arhivov in knjižničarja Vatikanske knjižnice.